# 軍官迷情
《軍官迷情》（義大利語：Tempo di uccidere）是一部1989年的意大利劇情片，由尼古拉斯·凯奇、意大利演員瑞奇·托格納茲和吉安卡羅·吉安尼尼主演，朱利亞諾·蒙塔爾多執導。影片在辛巴威拍摄，以1936年為背景，當時埃塞俄比亚正處於意大利入侵之下。改編自恩尼奧·費拉亞諾的同名小說。

## 剧情
西尔韦斯特里中尉牙疼，決定早點到最近的營地醫院。在前往营地的途中，他的车发生了意外，停在了一块岩石附近。西尔韦斯特里继续步行，没有找到医生，但来到了一个施工现场。他在一个年轻人的指引下，走了一条据称更短的路线前往主营地，在穿越丛林的路上，他强奸了一名年轻的埃塞俄比亚女子玛丽亚姆。之后她和他在一起，他把自己的手表作为礼物送给她。在山洞里避难时，西尔韦斯特里向一只鬣狗开枪，但子弹反彈击中了玛丽亚姆。他埋葬了她，这时看到一些埃塞俄比亚人来到附近，他便努力掩盖了所有的痕迹。西尔韦斯特里继续去找主营地的牙医，在那里他把这个故事告诉了上司，上司决定什么也不做。
後來，他的部隊在發生這一切的同一地區殺了人，以報復叛亂分子的襲擊，他在死者中認出了建築工地的那位年輕人和他之前看到过的那些埃塞俄比亚平民。他還遇到了埃利亞斯，穿著他似乎忘記在現場的褲子，還有埃利亞斯的父親约安内斯。
他终于得到了休假的许可，在与朋友和一位上级少校庆祝时，他得知那个女孩的白色头巾意味着她患有麻风病。這一點和他手上化膿的傷口讓他相信自己也得了麻风病。埃利亞斯去看他，他断定他是玛丽亚姆的哥哥，约安内斯是她父亲，而埃利亞斯不情願的回答更加強了他的这一想法。他找了一位医生，谎称要写书，医生便向他解释了麻风病的所有迹象，这使他更加确信和惊恐。当医生坚持要检查他的手时，他告诉了医生一个假名字，甚至向他开枪，之后决定登上开往意大利的船。
西尔韦斯特里想要逃离埃塞俄比亚，回到他在意大利的妻子身边，为了买船票，他甚至偷了朋友的钱，最后躲在女子的父亲约安内斯那里。在经历了一场可能真实也可能是他想象的疾病后，约安内斯向他解释玛丽亚姆并没有生病，于是他便告诉他她到底是怎么死的，并把他带到了埋葬地点。
片刻之後，電影切換回了埃塞俄比亚的真實歷史画面，西爾韦斯特里斯的朋友講述了事後的經過。

## 演员
- 尼古拉斯·凯奇 饰 恩里科·西尔韦斯特里中尉
- 瑞奇·托格納茲（英语：Ricky Tognazzi） 饰 马里奥
- 吉安卡羅·吉安尼尼（英语：Giancarlo Giannini） 饰 少校（切萨雷）
- 帕特里斯·弗洛拉·普拉克索 饰 玛丽亚姆
- 吉安路卡·法密拉 饰 军队司機
- 喬治·克萊斯 饰 蒂贝里医生
- 羅伯特·連索 饰 约安内斯